# Beryslaw

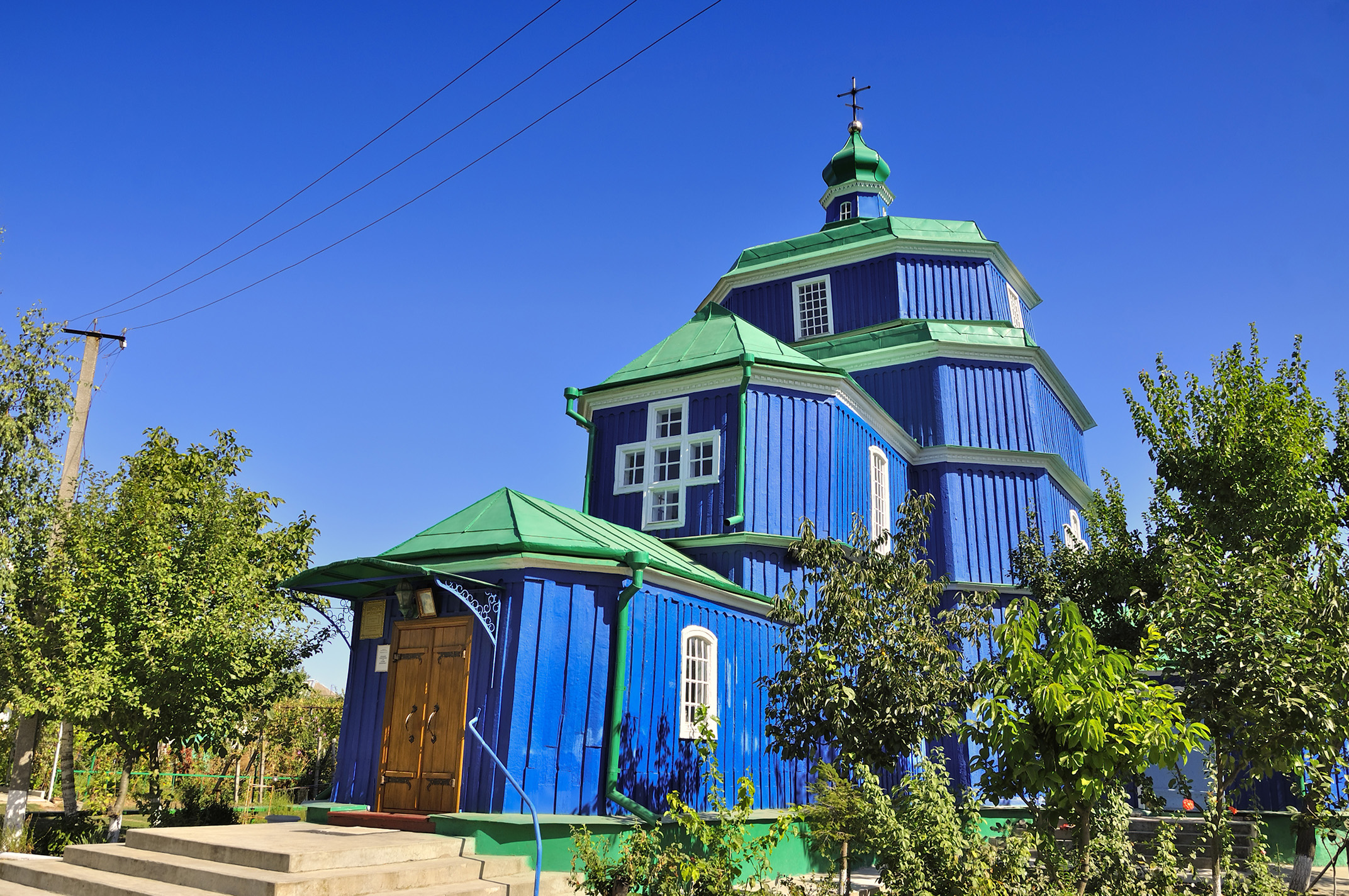
Kirche im Ort

Beryslaw (ukrainisch Берислав; russisch Берислав Berislaw) ist eine Stadt in der südukrainischen Oblast Cherson am rechten Ufer des Flusses Dnepr in 75 km Entfernung zum Oblastzentrum Cherson. Sie ist Verwaltungszentrum des gleichnamigen Rajons und hat 1200 Einwohner (2024).

## Geschichte
Der Ort geht auf eine befestigte Zollsiedlung zurück, welche am Anfang des 15. Jahrhunderts an derselben Stelle errichtet worden war. Diese war nach dem Großfürsten Witold benannt (russischer Name Витовтова Мытница Witowtowa Mytniza). Im Jahr 1475 wurde der Ort von den Türken besetzt, welche ihn in Kizi-Kermen umbenannten und dort eine Festung errichteten. Im Jahr 1695 wurde der Ort von Russland erobert, 1784 erhielt die Siedlung ihren heutigen Namen und wurde im Jahr 1938 in den Status einer Stadt erhoben.
Nach dem russischen Überfall auf die Ukraine am 24. Februar 2022 war die Stadt zwischen März und dem 11. November 2022 von russischen Truppen besetzt.

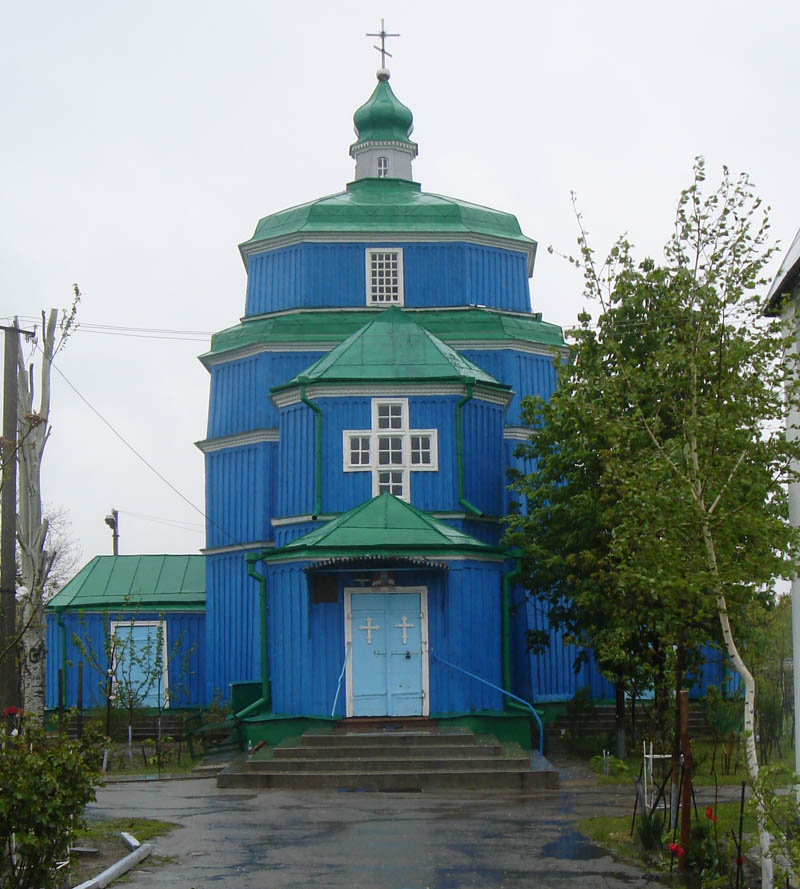
Kirche von Beryslaw

## Verwaltungsgliederung
Am 12. Juni 2020 wurde die Stadt zum Zentrum der neugegründeten Stadtgemeinde Beryslaw (ukrainisch Бериславська міська громада/Beryslawska miska hromada), zu dieser zählen auch noch die 8 in der untenstehenden Tabelle angeführten Dörfer sowie die Ansiedlung Schljachowe, bis dahin bildete sie die gleichnamige Stadtratsgemeinde Beryslaw (Бериславська міська рада/Beryslawska miska rada) im Süden des Rajons Beryslaw.
Folgende Orte sind neben dem Hauptort Beryslaw Teil der Gemeinde:
| Name                     | Name            | Name                                    |
| ukrainisch transkribiert | ukrainisch      | russisch                                |
| ------------------------ | --------------- | --------------------------------------- |
| Nowoberyslaw             | Новоберислав    | Новоберислав (Nowoberislaw)             |
| Nowosilka                | Новосілка       | Новосёлка (Nowosjolka)                  |
| Perschotrawnewe          | Першотравневе   | Першотравневое (Perschotrawnewoje)      |
| Rakiwka                  | Раківка         | Раковка (Rakowka)                       |
| Schljachowe              | Шляхове         | Шляховое (Schljachowoje)                |
| Smijiwka                 | Зміївка         | Змиевка (Smijewka)                      |
| Tarassa Schewtschenka    | Тараса Шевченка | Тараса Шевченко (Tarassa Schewtschenko) |
| Tomaryne                 | Томарине        | Томарино (Tomarino)                     |
| Uroschajne               | Урожайне        | Урожайное (Uroschainoje)                |